# Purroi
Purroi és un poble pertanyent al municipi de Benavarri, a la Baixa Ribagorça, actualment dins de la província d'Osca. Els seus orígens daten de 1131. L'any 1972 es va construir el poble nou a la cruïlla de les carreteres N-230, Km 59, i l'A-2216.
Està situat a 878 msnm, enlairat damunt la riba dreta del barranc del Molí. L'església parroquial és. El lloc fou conquerit vers el 1063 per Ramon Berenguer I i Ermengol III d'Urgell amb Pilzà. Un terç del castell de Puig-roig fou per al comte barceloní i els dos termes formaren part d'un enclavament del Bisbat d'Urgell dins el de Lleida fins al 1956. Formà municipi independent fins al 1974. L'antic terme comprenia també l'ermita del Pla.

## Toponímia
El nom de Purroi prov del llatí Podium Rubeum («pedrís roig»), per la muntanya argilosa on es troba. L'any 1058 ja apareix documentat com Podi Rubeo (forma llatina) i Puirog (forma romanç). El 1063 apareix Puio Roio i Pui Rog/Puigrog.

## Monuments
- Ruïnes del castell i la seva antiga església dedicada a sant Just i sant Pastor.[3]
- Ermita del Pla.